# Erin Cafaro
Erin Cafaro (Modesto, 9 giugno 1983) è una canottiera statunitense, vincitrice della medaglia d'oro nell'8 con alle Olimpiadi di Pechino 2008.

## Palmarès
- Olimpiadi

Pechino 2008: oro nell'8 con.
Londra 2012: oro nell'8 con.
- Campionati del mondo di canottaggio

2006 - Eton: bronzo nel 4 senza.
2007 - Monaco di Baviera: oro nel 4 senza.
2009 - Poznań: oro nell'8 con e nel 2 senza.
2010 - Cambridge: bronzo nel 2 senza.